# Предраг Поповић (политичар)
Предраг Поповић (Бар, 7. мај 1962) је црногорски политичар, бивши потпредсједник Скупштине Црне Горе и бивши предсједник Народне странке.

## Биографија
Завршио је Економски факултет у Подгорици. Прије активног бављења политиком радио је у неколико реномираних предузећа. У Народној странци је од њеног оснивања 12. маја 1990. године. Обављао је функцију члана и предсједника Општинског одбора Народне странке Бар, као и члана Главног и Извршног одбора Народне странке у три мандата. Био је одборник Народне странке у СО Бар. У три мандата је биран за посланика у Скупштини Републике Црне Горе, а у два мандата за посланика у Вијећу република Скупштине СРЈ.
У вријеме унутрашњег раскола у Народној странци (1997), подржао је тадашњег страначког предсједника Новака Килибарду, који је заговарао сарадњу са црногорским владајућим странкама. На предсједничким изборима који су у Црној Гори одржани у јесен 1997. године, руководство НС је подржало Мила Ђукановића. Након скупштинских избора који су у Црној Гори одржани 1998. године, а на којима је Народна странка учествовала у оквиру коалиције коју је предводио Мило Ђукановић, Предраг Поповић је изабран за потпредсједника Скупштине Црне Горе и на тој функцији је остао до почетка 2001. године. У истом периоду је обављао и функцију предсједника скупштинског Одбора за међународне односе.
Током раздобља сарадње са Демократском партијом социјалиста Црне Горе, од предсједничких избора из 1997. године до почетка 2001. године, руководство Народне странке је својим сврставањем уз ДПС значајно допринјело легитимизацији и учвршћивању режима Мила Ђукановића, што је довело до незадовољства у страначкој бази. Током 2000. године, Предраг Поповић је као један од тројице потпредсједника НС учествовао у смјењивању Новака Килибарде са функције страначког предсједника, на коју је потом изабран Драган Шоћ.
Почетком 2001. године, НС је напустила црногорску владајућу коалицију због све израженијег залагања ДПС и СНП за независност Црне Горе. Након такве промјене страначког усмјерења, Предраг Поповић је као један од потпрједседника НС постао отворени критичар режима Мила Ђукановића. Након повлачења Драгана Шоћа са функције предсједника НС у марту 2005. године, за новог предсједника је изабран Предраг Поповић.

### Однос према референдуму (2006)
Као предсједник НС, Предраг Поповић се залагао за очување државног јединства Црне Горе и Србије. Када је крајем 2005. и почетком 2006. године дошло до интензивирања јавне расправе о предстојећем референдуму о државном статусу Црне Горе, руководство НС се заложило за покретање међустраначких договора, који су потом довели до стварања унионистичког блока. У то вријеме, руководство Народне странке је на челу са Предрагом Поповићем заступало став да одлука о независности Црне Горе може бити донијета само ако се у прилог независности изјасни апсолутна вјећина од укупног броја грађана са правом гласа, а исти став су заступале и друге унионистичке странке. Насупрот томе, црногорске режимске странке су заступале став да је за доношење одлуке о независности довољно да се у прилог независности изјасни проста вјећина од оног броја грађана који ће изаћи на гласање.
Као посредник у овој расправи појавила се Европска унија, чији су представници предложили компромисно рјешење, по коме би се одлука о независности имала сматрати важећом уколико се у прилог независности изјасни више од 55% у односу на укупан броја грађана који ће изаћи на гласање. Тај приједлог ЕУ је довео до покретања нових расправа, како међу опозиционим, тако и међу владајућим странкама. Пошто је процијенила да се праг од 55% ипак може достићи, владајућа ДПС је одлучила да подржи приједлог ЕУ. Међутим, ДПС није могла самостално да изгласа референдумски закон, тако да је кључна улога у избору коначног рјешења припала опозиционим странкама, међу којима је била и Народна странка. Почетком фебруара 2006. године, руководство Народне странке се још увијек залагало за принцип апсолуте вјећине у односу на укупан број бирача. Међутим, под отвореним притиском ЕУ, руководство НС је средином фебруара попустило, а Предраг Поповић је 19. фебруара 2006. године постао први страначки лидер унионистичког блока који се јавно заложио за прихватање приједлога ЕУ. Недуго потом исто су учинила и руководства осталих унионистичких странака.
Скупштина Црне Горе је 1. марта 2006. године изгласала "Закон о референдуму о државно-правном статусу Републике Црне Горе". Од тадашњег укупног броја посланика (75), за усвајање закона гласало је њих 60, укључујући и посланике Народне странке. Референдум је одржан је 21. маја. Од укупно 484,718 грађана са правом гласа, на референдум је изашло 419,236 (86.49%), а у прилог независности се изјаснило 230,711 грађана, што је представљало 47,5% у односу на укупно бирачко тијело, односно 55,5% у односу на број гласалих. Током спровођења референдумског процеса, дошло је до бројних неправилности, услед којих је легитимитет званично саопштених резултата био доведен у питање.
Коначан исход референдума дјеловао је поразно на Народну странку и остале чланице унионистичког блока, пошто се испоставило да је изгласавање државне независности Црне Горе, упркос непостојању апсолуте вјећине, на крају било омогућено управо захваљујући пристајању унионистичких странака на озакоњење изнуђених ријешења, која су била наметана од стране Европске уније. Напуштањем основног демократског принципа, по коме се референдумске одлуке од државног и историјског значаја доносе вјећином гласова у односу на укупан број бирача, тадашње руководство Народне странке је заједно са руководствима других опозиционих странака омогућило владајућој ДПС и другим сепаратистичким странкама да свој програм државне независности остваре без подршке апсолутне вјећине бирачког тијела у Црној Гори. Иако је у фебруару био први заговорник прихватања спорног приједлога ЕУ (већина од 55% у односу на број изашлих гласача), Предраг Поповић је непосредно након референдума био изричит у ставу да лидери унионистичког блока не сносе одговорност за исход референдума, нагласивши да ни један од њих не би требало да поднесе оставку.

### Дјелатност након 2006. године
Након лошег учинка на скупштинским изборима који су у Црној Гори одржани у септембру 2006. године, а на којима је НС наступила у коалицији са СНП и ДСС, Предраг Поповић је наставио да води странку. На функцији предсједника НС успео је да опстане и након великог неуспјеха на наредним скупштинским изборима који су у Црној Гори одржани 2009. године. Почетком те године, Предраг Поповић је изразио спремност за сарадњу са црногорским владајућим странкама, што је наишло на лош пријем у страначкој бази. Уочи скупштинских избора који су у Црној Гори одржани у марту 2009. године, Народна странка је у заједници са Демократском српском странком формирала Народњачку коалицију, која је освојила 9448 гласова (2,86%), оставши без посланичких мандата, што је сматрано великим успјехом, пошто је НС по први пут у својој историји изгубила статус парламентарне странке. Упркос томе, Предраг Поповић је у прољеће исте године још једном изабран за предсједника НС. Упркос све лошијим резултатима и видном опадању НС, на исту функцију је изабран и 2011. године.
Због додатног узимања држављанства Србије, које је стекао 2007. године, црногорске власти су Предрагу Поповићу почетком 2011. године одузеле држављанство Црне Горе, које му је враћено 2016. године. У међувремену, непосједовање држављанства Црне Горе непосредно се одразило на његово учешће у политичком животу и вођењу страначких послова.
Током 2014. године, у вријеме припрема за одржавање локалних избора у Црној Гори, Предраг Поповић је почео да заговара обнову сарадње са владајућим странкама и склапање коалиције са Демократском партијом социјалиста Црне Горе. Та замисао није остварена, али је допринјела покретању разних питања, након чега је дошло до даљег осипања странке, која 2016. године није учествовала на скупштинским изборима у Црној Гори, након чега је Предраг Поповић у прољеће 2017. године објавио да напушта активно бављење политиком.